# زاوية صبويا (مربيه ربه)
زاوية صبويا أو زاوية هصباوة أو زاوية الشيخ مربيه ربو هي زاوية دينية وعلمية تاريخية أسسها الشيخ مربيه ربه عام 1913م بمنطقة صبويا التابعة إداريا لإقليم سيدي إفني، بغرض جمع العلماء فيها وانطلاق المقاومين منها لمجابهة الاحتلال الأجنبي عقب عقد معاهدة فاس في مارس 1912م.